# Kym Howe
 Kym Michelle Howe-Nadin (Perth, 12 april 1980) is een Australische atlete, die is gespecialiseerd in het polsstokhoogspringen. Eenmaal nam ze deel aan de Olympische Spelen, maar bleef medailleloos. Ze werd twee keer Australisch kampioene in het polsstokhoogspringen. Ze heeft op dit onderdeel zowel in- als outdoor het Oceanische record op haar naam staan.

## Biografie
In 2002 behaalde Howe een zilveren medaille op de Gemenebestspelen 2002 met een sprong van 4,15 m (achter haar landgenote Tatiana Grigorieva).
Op de Olympische Spelen van 2004 in Athene sprong ze over 4,30, maar hiermee geraakte ze niet door de kwalificaties. Op de Gemenebestspelen in 2006 in Melbourne behaalde ze dit keer een overwinning (met een sprong van 4,62).
In 2007 nam ze een eerste keer deel aan de wereldkampioenschappen. Met een sprong van 4,50 m eindigde ze op een elfde plaats.

## Titels
- Australisch kampioene polsstokhoogspringen – 2004, 2007

## Persoonlijke records
Outdoor
| Onderdeel            | Prestatie   | Datum        | Plaats   |
| -------------------- | ----------- | ------------ | -------- |
| polsstokhoogspringen | 4,65 m (AR) | 30 juni 2007 | Saulheim |

Indoor
| Onderdeel            | Prestatie   | Datum            | Plaats  |
| -------------------- | ----------- | ---------------- | ------- |
| polsstokhoogspringen | 4,72 m (AR) | 10 februari 2007 | Donetsk |

## Palmares

### polsstokhoogspringen
- 1998: 11e WJK - 3,90 m
- 2002:  Gemenebestspelen – 4,15 m
- 2006: 7e Wereldatletiekfinale - 4,50 m
- 2006:  Gemenebestspelen – 4,62 m
- 2007: 11e WK – 4,50 m